# سه هفته در ایروان
سه هفته در ایروان (به ارمنی: ۳ շաբաթ Երևանում) یک فیلم کمدی است محصول سال ۲۰۱۵ به کارگردانی واهیک پیرحمزه‌ای و واهه بربریان.

## بازیگران
- واهیک پیرحمزه‌ای
- نارینه آلکسانیان
- هراند توخاتیان
- واهه بربریان
- نانور پتروسیان
- خورن لوونیان
- آنی گالستیان
- نارک دوریان
- واهان نرسیسیان
- آشوت قازاریان
- آرمن هامبارتسومیان
- لوئیزا نرسیسیان
- آناهید آوانسیان
- تاتا سیمونیان
- آرام گئورگیان
- نونه یسائیان
- لوون هاروتیونیان
- شوشان پتروسیان
- اینگا آرشاکیان
- آنوش آرشاکیان
- اریک کاراپتیان
- آرسن گریگوریان
- ماری آساتریان
- ژولیت بابائیان
- گریگور باغداساریان
- نارک گالپانیان
- گوهار هاروتیونیان
- روبرت هاروتیونیان
- یوری ایتخانیان
- آلکس کالوگنوموس
- واروژان مانوکیان
- کریستینه پپلیان
- آرا سارگسیان
- واچاگان سیمونیان
- لیلیت توخاتیان